# Cordemais
Cordemais est une commune de l'Ouest de la France, située dans le département de la Loire-Atlantique, en région Pays de la Loire.
Ses habitants s'appellent les Cordemaisiens.

## Géographie

### Localisation

Situation de la commune de Cordemais dans le département de la Loire-Atlantique

La commune de Cordemais est située sur la rive nord de l'estuaire de la Loire, à 34 km à l'ouest de Nantes et 36 km à l'est de Saint-Nazaire.

### Communes limitrophes
Les communes limitrophes sont Bouée, Malville, Le Temple-de-Bretagne, Vigneux-de-Bretagne et Saint-Étienne-de-Montluc au nord de la Loire. Au sud, sur le fleuve, Cordemais a une limite commune avec Le Pellerin qui se situe pourtant très en amont. Cela s'explique par la présence dans cette dernière commune des domaines immenses de l'abbaye de Buzay, démembrés et partagés avant et après la Révolution. De cette période dite des afféagements, au XVIIIe siècle, Cordemais conserve néanmoins l'île Bernard et une partie de l'île de la motte Binet, du côté de Saint-Étienne-de-Montluc.
|             | Malville  | Le Temple-de-Bretagne    |
| Bouée       | Cordemais | Vigneux-de-Bretagne      |
| Le Pellerin |           | Saint-Étienne-de-Montluc |

### Accès et transport
La commune est traversée dans le sens est-ouest par la route départementale 17. Le centre de Cordemais est traversé dans le sens est-ouest par la route départementale 93 et dans le sens nord-sud par la route départementale 49.
Les lignes d'autocar 320 et 350 du réseau régional Aléop desservent Cordemais.
La gare de Cordemais située à environ 2,5 km au nord-est du bourg au lieu-dit La Croix-Morzel et se trouve sur la Ligne Tours - Saint-Nazaire.

### Relief
L'origine de Cordemais se trouve dans trois îlots de roche dure dans le lit de la Loire. Ces trois îles sont : la Bazillais (la basse île des îles de Pullan ou des retraits de Pullan), Cordemais et la Peille. L'étymologie de la Peille serait pré-romaine (JC Chassagne) et voudrait dire, comme Venez en breton, éminence. Pullan est un nom de lieu fréquent sur tout le rivage de la pointe atlantique et signifie trous d'eau. Deux îlots plus petits complètent l'île de Cordemais : la Haie des Bouillons (Launay des Bouillons sur la carte Cassini) et l'Audiais. La hauteur significative quoique modeste de ces îlots par rapport au fil de l'eau leur a permis de ne pas être submergés lors des variations du niveau des eaux atlantiques. Lors des 3 transgressions dunkerquiennes, du IIIe au XIIe siècle environ, le niveau des eaux a monté en effet de manière importante, puis est revenu à son niveau actuel. Plus tard après le XIIe siècle, le colmatage, les alluvionnements du fleuve ainsi que les assèchements agricoles ont fini de modifier cet environnement initial. La Bazillais a été rattachée à Bouée. Les îles de Pullan ont été transformées par leur raccordement à Cordemais (le pont au-dessus de l'écluse de la Chaussée). Il ne reste que peu de choses sur Cordemais de cette île qui était au Moyen Âge la limite territoriale entre la puissante abbaye de Buzay et la petite abbaye de Blanche Couronne. C'est sur cette île renommée prairie de Pulaud, qu'on a organisé le premier hippodrome  sans doute à cause de la présence d'une herbe rase idéale pour faire courir les chevaux que les Écossais appellent machair et les anglais turf.
Le paysage cordemaisien est varié :
- un terrain en légère pente, petit plateau bocager « les hauts de Cordemais » en piémont du Sillon de Bretagne ;
- le « coteau du Sillon », portion du Sillon de Bretagne comprend une falaise abrupte coupée de valleuses très encaissées d'où dévalent des « coulées » ; le point culminant en est le mont Tiéber en crête de falaise[5] ;
- des prairies humides sont bordées ou traversées par des cours d’eau qui sont de deux natures: les coulées dévalant du sillon et les étiers, en fait des canaux conduisant les eaux à la Loire. Ces étiers subissent les marées et drainent des marais par leurs douves. Les prairies humides correspondent à la plaine alluviale, le lit majeur du fleuve. Auprès de l'étier de Cordemais, on trouve un ancien manoir de Loire[6], le Goût ou Goust, ruiné, au piedroit de la falaise. Une autre de ces coulées ne débouche plus après la Haimeriais[7], trace d'un remblaiement ancien correspondant à la création de la Forgerie[8]. Cette coulée débouchait au Moyen Âge, puisqu'il y avait un port (d'échouage) avec tonlieu à la Girarderie qui faisait sens avec l'étymologie scandinave avérée du village de la Herguenais.

### Hydrographie
Cordemais se situe sur la rive nord de l’estuaire de La Loire. Des cours d’eau provenant du Sillon parcourent la commune. Le « plan d'eau de la Côte » a été créé en 2001 pour recréer les conditions d’une zone humide propice à l’essor de la faune et la flore.

### Climat
Pour des articles plus généraux, voir Climat des Pays de la Loire et Climat de la Loire-Atlantique.
En 2010, le climat de la commune est de type climat océanique franc, selon une étude du CNRS s'appuyant sur une série de données couvrant la période 1971-2000. En 2020, Météo-France publie une typologie des climats de la France métropolitaine dans laquelle la commune est exposée à un climat océanique et est dans la région climatique  Bretagne orientale et méridionale, Pays nantais, Vendée, caractérisée par une faible pluviométrie en été et une bonne insolation. 
Pour la période 1971-2000, la température annuelle moyenne est de 12,2 °C, avec une amplitude thermique annuelle de 13,3 °C. Le cumul annuel moyen de précipitations est de 754 mm, avec 12,5 jours de précipitations en janvier et 6,3 jours en juillet. Pour la période 1991-2020, la température moyenne annuelle observée sur la station météorologique de Météo-France la plus proche, « Saint-Nazaire-Montoir », sur la commune de Montoir-de-Bretagne à 21 km à vol d'oiseau, est de 12,6 °C et le cumul annuel moyen de précipitations est de 792,0 mm,. Pour l'avenir, les paramètres climatiques de la commune estimés pour 2050 selon différents scénarios d'émission de gaz à effet de serre sont consultables sur un site dédié publié par Météo-France en novembre 2022.

## Urbanisme

### Typologie
Au 1er janvier 2024, Cordemais est catégorisée commune rurale à habitat dispersé, selon la nouvelle grille communale de densité à sept niveaux définie par l'Insee en 2022.
Elle est située hors unité urbaine. Par ailleurs la commune fait partie de l'aire d'attraction de Nantes, dont elle est une commune de la couronne,. Cette aire, qui regroupe 116 communes, est catégorisée dans les aires de 700 000 habitants ou plus (hors Paris),.

### Occupation des sols
L'occupation des sols de la commune, telle qu'elle ressort de la base de données européenne d’occupation biophysique des sols Corine Land Cover (CLC), est marquée par l'importance des territoires agricoles (80,3 % en 2018), en diminution par rapport à 1990 (81,7 %). La répartition détaillée en 2018 est la suivante : 
zones agricoles hétérogènes (37,3 %), prairies (32,9 %), terres arables (10,2 %), eaux continentales (7 %), zones industrielles ou commerciales et réseaux de communication (5 %), forêts (4,1 %), zones urbanisées (1,9 %), zones humides intérieures (1,7 %). L'évolution de l’occupation des sols de la commune et de ses infrastructures peut être observée sur les différentes représentations cartographiques du territoire : la carte de Cassini (XVIIIe siècle), la carte d'état-major (1820-1866) et les cartes ou photos aériennes de l'IGN pour la période actuelle (1950 à aujourd'hui).

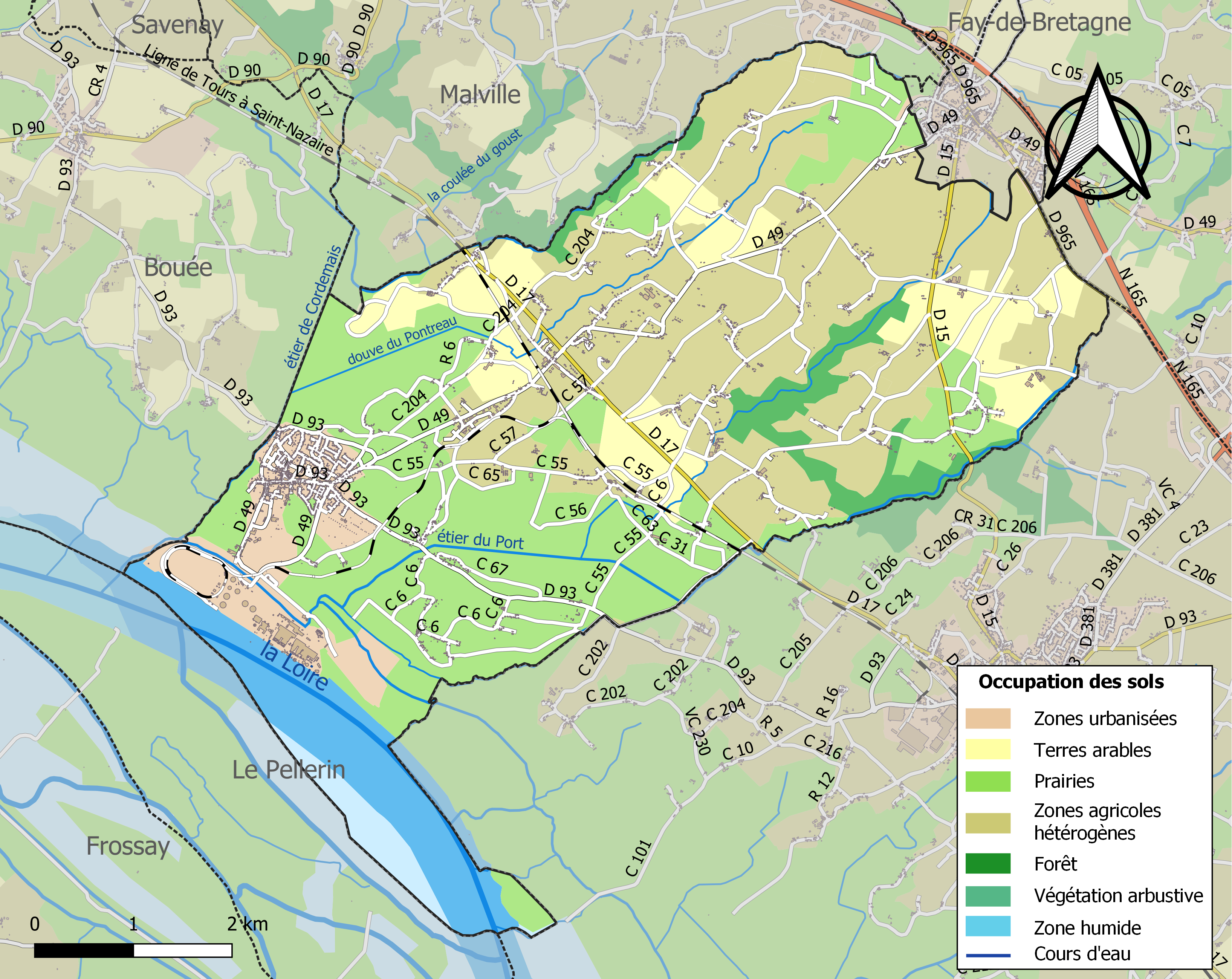
Carte des infrastructures et de l'occupation des sols de la commune en 2018 (CLC).

## Toponymie
Le nom de la localité est attesté sous les formes Cordemensis en 1051, Cordemes Plebs, de Cordimense en 1060, Cordemes au XIe siècle.
Il s'agit d'un type toponymique roman, dont le second élément pourrait représenter le latin mansus « ferme », dans ce cas le premier élément Corde- est sans doute un nom de personne, peut-être Cordius.
Cordemais possède un nom en gallo, la langue d'oïl locale : Cordemae (écriture ABCD), Cordemaï et Cordemè (écriture MOGA) ou Cordemaè (écriture ELG).
Deux prononciations sont attestées : [kɔʁdəmaj] [kɔʁdəmɛ] 
La forme bretonne proposée par l'Office public de la langue bretonne est Kordevez.

## Histoire

### Antiquité
Cordemais, situé sur l'estuaire de la Loire, est un des sites envisagés pour l’ancien port gaulois de Corbilo, datant du IIe siècle.
Par ailleurs, une église dédiée à Saint-Jean, aurait été édifiée sur le territoire de Cordemais en 370, par l'évêque de Nantes Eumélius.
À une époque plus proche de nous, vers 905, Cordemais a connu une histoire singulière. Fernand Guérif a écrit que Cordemais a du être la capitale du fameux royaume normand de la basse Loire. Ce royaume apparait à la fin du règne du duc de Bretagne Alain-le-grand qui tenait encore en main la situation. Il ne faut pas refaire l'histoire, de nombreuses collaborations existaient entre Bretons et Vikings et les Scandinaves étaient installés le long de la Vilaine et sur les îles. Les Francs, dépassés préféraient partout traiter, payer ou abandonner des territoires. Ils laissent donc les vikings s'installer là où ils étaient déjà présents.
Fernand Guérif faisait sans doute allusion au début du Xe siècle où les Normands de la Loire et de la Seine étaient sous commandement unifié de Rollon, futur ou déjà earl de la Normandie de Seine. Les lieutenants de Rollon Basset (Bathet) et Erik mirent en coupe réglée la Loire moyenne, territoires francs et aquitains, riches domaines et abbayes. Ohtor et Hroald, des scandinaves  de la mer d'Irlande vont leur succéder, puis ils repartiront d'où ils étaient venus. Après leur départ Reginald, un viking qui avait fait des expéditions avec Rollon se verra confier la basse Loire en titre, avec la ville de Nantes. Les derniers chefs établis à Nantes et dans le Morbihan seront battus par Alain barbetorte, le premier duc de la nouvelle époque.
Il est possible que l'établissement viking capitale de la Normandie de Loire était situé au Migron qui devait être à cette époque une des îles de Cordemais.

### Moyen Âge
L'agglomération actuelle peut remonter  au XIe siècle, peut-être aux années 1040-1051. Cordemais est un des cinq premiers bourgs du Nantais avec Frossay, Prigny, Rouans & Savenay (études archives Zadora-Rio). Une église nommée « Saint-Jean-Baptiste de Cordemais » est mentionnée en 1051 dans la donation de Matz à l'abbaye de Redon ; elle se trouvait à l'emplacement de l'église actuelle. L'importance de Cordemais à cette époque est liée à la route stratégique du « sel de la Baie » qui passe par le Tenu et l'Acheneau. Il s'agit bien sûr de petites cargaisons, mais de grandes valeurs, même taxées par les abbayes locales. Cordemais est, d'ailleurs, le seul bourg du Nantais qui ne s'abrite pas derrière une forteresse féodale. On trouve toutefois cette forteresse de l'autre côté de la Loire, au Migron sur la commune de Frossay.
Le seigneur du lieu est alors Tutual de Cordemais. Vers 1050, sont mentionnées des rivalités entre Tutual, Escomar de Lavau et les moines de Savenay pour la possession de terres. La famille bretonne des de Cordemais semble avoir partie liée avec les seigneurs du Migron, qu'on soupçonne d'une origine scandinave. On les retrouve en présence conjointe sur de nombreux actes de propriété établis par les moines.
Les moines de Redon obtiennent un fief au nord de l'église. Sur ce terrain, ils bâtissent le prieuré de Saint-Samson qui subsistera jusqu'à la Révolution française. À présent, seule une croix demeure sur le site ainsi que les murs appelés « murs aux moines » qui entouraient autrefois la chapelle et le cimetière. Les moines fondent le port Saint-Nicolas dès le XIe siècle, par où le commerce du sel va se développer.
Le château de Tutual devait se trouver sur la hauteur, à l'entrée de Cordemais, où l'on voit maintenant un calvaire. Le bâtiment existait encore au XVIe siècle et appartenait à la famille d'Acigné. Un autre château appartenait à la famille de Rohan, c'était celui de « Guémené-Guingamp » sur le Sillon de Bretagne. C'est de ce nom de lieu Guéméné que provient le patronyme Crémet très présent sur la basse-Loire. Les deux noms se trouvent en parallèle sur les mêmes familles dans les plus anciens registres paroissiaux de Cordemais et de Saint-Etienne de Montluc.  Il restait encore quelques vestiges du château au XIXe siècle, au village de la Hurette.
Au point de vue féodal, Cordemais dépendait de la Vicomté de Donges et parmi les fiefs il y avait celui du vicomte, ceux d'Acigné pour le bourg, de la Bessardaie et de la Mériais.

### Période moderne
Pendant la seconde moitié du XIXe siècle, afin de remédier l'envasement du premier port, le port du lieu-dit « La Côte » est construit. On y pratique la pêche (saumons, aloses, civelles, etc.) et le transport des récoltes (blés, roseaux, bois, etc.)

### XXesiècle
Le port subissant lui aussi l'envasement progressif de la Loire, un nouvel embarcadère baptisé « quai neuf » est aménagé en 1923 sur les rives du fleuve.
À la fin de la Seconde Guerre mondiale, à cause de l'existence de la poche de Saint-Nazaire, l'occupation allemande se prolongea à Cordemais comme sur l'ensemble des localités voisines de l'estuaire durant 9 mois de plus (d'août 1944 au 11 mai 1945). Ces derniers signeront d'ailleurs leur reddition sur le territoire de la commune dans la maison de Francis Moisan, au 107 rue des Sables (lieu-dit « Les Sables »), le 8 mai 1945 à 13 h, le jour même de la capitulation de l'Allemagne, celle-ci devenant effective trois jours plus tard.
En 1970, la centrale thermique d'EDF s'implante sur la commune.
Elle participe, en urgence, à l'approvisionnement d’électricité de la centrale nucléaire de Saint-Laurent lors de l'hiver 1987, arrêtée par le gel de la Loire et en difficulté pour refroidir le combustible nucléaire.

## Politique et administration

### Administration municipale
Le conseil municipal de la commune de Cordemais est composé de 23 membres : le maire, 6 adjoints et 16 conseillers municipaux. La mairie se situe avenue des Quatre-Vents. Le maire de Cordemais est le président de la communauté de communes Cœur d'Estuaire dont Cordemais est un membre fondateur.

## Jumelages
La ville est jumelée avec:
- Gomboro (Burkina Faso) depuis 1987.

## Population et société

### Démographie
Selon le classement établi par l'Insee, Cordemais fait partie de l'aire urbaine et de la zone d'emploi de Nantes et du bassin de vie de Saint-Étienne-de-Montluc. Elle n'est intégrée dans aucune unité urbaine. Toujours selon l'Insee, en 2010, la répartition de la population sur le territoire de la commune était considérée comme « peu dense » : 99 % des habitants résidaient dans des zones « peu denses » et 1 % dans des zones « très peu denses ».

#### Évolution démographique
L'évolution du nombre d'habitants est connue à travers les recensements de la population effectués dans la commune depuis 1793. Pour les communes de moins de 10 000 habitants, une enquête de recensement portant sur toute la population est réalisée tous les cinq ans, les populations de référence des années intermédiaires étant quant à elles estimées par interpolation ou extrapolation. Pour la commune, le premier recensement exhaustif entrant dans le cadre du nouveau dispositif a été réalisé en 2004.

En 2022, la commune comptait 3 954 habitants, en évolution de +7,1 % par rapport à 2016 (Loire-Atlantique : +6,68 %, France hors Mayotte : +2,11 %).
| 1793  | 1800  | 1806  | 1821  | 1831  | 1836  | 1841  | 1846  | 1851  |
| ----- | ----- | ----- | ----- | ----- | ----- | ----- | ----- | ----- |
| 2 346 | 2 175 | 2 389 | 2 511 | 2 738 | 2 637 | 2 576 | 2 542 | 2 575 |

| 1856  | 1861  | 1866  | 1872  | 1876  | 1881  | 1886  | 1891  | 1896  |
| ----- | ----- | ----- | ----- | ----- | ----- | ----- | ----- | ----- |
| 2 652 | 2 625 | 2 684 | 2 559 | 2 506 | 2 511 | 2 502 | 2 261 | 2 164 |

| 1901  | 1906  | 1911  | 1921  | 1926  | 1931  | 1936  | 1946  | 1954  |
| ----- | ----- | ----- | ----- | ----- | ----- | ----- | ----- | ----- |
| 2 042 | 2 048 | 1 909 | 1 625 | 1 653 | 1 614 | 1 540 | 1 211 | 1 466 |

| 1962  | 1968  | 1975  | 1982  | 1990  | 1999  | 2004  | 2006  | 2009  |
| ----- | ----- | ----- | ----- | ----- | ----- | ----- | ----- | ----- |
| 1 360 | 1 439 | 1 817 | 2 004 | 2 374 | 2 518 | 2 704 | 2 790 | 2 906 |

| 2014  | 2019  | 2022  | - | - | - | - | - | - |
| ----- | ----- | ----- | - | - | - | - | - | - |
| 3 567 | 3 754 | 3 954 | - | - | - | - | - | - |

#### Pyramide des âges
La population de la commune est relativement jeune.
En 2018, le taux de personnes d'un âge inférieur à 30 ans s'élève à 38,7 %, soit au-dessus de la moyenne départementale (37,3 %). À l'inverse, le taux de personnes d'âge supérieur à 60 ans est de 17,7 % la même année, alors qu'il est de 23,8 % au niveau départemental.
En 2018, la commune comptait 1 866 hommes pour 1 863 femmes, soit un taux de 50,04 % d'hommes, légèrement supérieur au taux départemental (48,58 %).
Les pyramides des âges de la commune et du département s'établissent comme suit.
| Hommes | Classe d’âge | Femmes |
| ------ | ------------ | ------ |
| 0,9    | 90 ou +      | 2,5    |
| 3,4    | 75-89 ans    | 5,6    |
| 12,2   | 60-74 ans    | 11,0   |
| 21,4   | 45-59 ans    | 21,2   |
| 21,3   | 30-44 ans    | 23,3   |
| 13,9   | 15-29 ans    | 12,6   |
| 27,0   | 0-14 ans     | 23,7   |

| Hommes | Classe d’âge | Femmes |
| ------ | ------------ | ------ |
| 0,6    | 90 ou +      | 1,8    |
| 6      | 75-89 ans    | 8,6    |
| 15,1   | 60-74 ans    | 16,4   |
| 19,4   | 45-59 ans    | 18,8   |
| 20,1   | 30-44 ans    | 19,3   |
| 19,2   | 15-29 ans    | 17,4   |
| 19,5   | 0-14 ans     | 17,6   |

## Économie

### Budget
| Évolution de l'endettement (en milliers d’€) |

| Taxe d'habitation | 4,36 %  | 4,86 %  | 5,36 %  | 5,86 %  | 5,86 %  | 5,86 %  | 6,36 %  |
| Foncier bâti      | 5,51 %  | 6,01 %  | 6,51 %  | 7,00 %  | 7,00 %  | 7,00 %  | 7,50 %  |
| Foncier non bâti  | 11,82 % | 11,82 % | 11,82 % | 11,82 % | 11,82 % | 11,82 % | 12,32 % |
|                   | 2009    | 2010    | 2011    | 2012    | 2013    | 2014    | 2015    |

### Emploi
En 2004, on comptait 45,8 % d'actifs (dont 6,2 % de chômeurs), 14,1 % de retraités, 29,3 % de jeunes scolarisés et 10,7 % de personnes sans activité.
| Type d'emploi               | Agriculteurs | Artisans, commerçants, chefs d'entreprise | Cadres, professions intellectuelles | Professions intermédiaires | Employés | Ouvriers |
| --------------------------- | ------------ | ----------------------------------------- | ----------------------------------- | -------------------------- | -------- | -------- |
| Cordemais                   | 3,9 %        | 5,7 %                                     | 7,1 %                               | 21,9 %                     | 27,6 %   | 33,9 %   |
| Moyenne Nationale           | 2,4 %        | 6,4 %                                     | 12,1 %                              | 22,1 %                     | 29,9 %   | 27,1 %   |
| Sources des données : Insee |              |                                           |                                     |                            |          |          |

### Activités
Cordemais dispose de quatre parcs d'activités :
- zone d'activités de la Croix Morzel ;
- zone d'activités de la Loire ;
- zone d'activités des Petites Landes ;
- zone d'activités de la Folaine.

La dernière zone d'activités construite à la Folaine est particulière : sur les conseils du Cabinet Deloitte missionné pour 3 millions d'euros par la communauté de communes Cœur d'Estuaire, 58 hectares de terres agricoles ont été détruites pour y installer un parc d'entreprises écologiques, nécessitant l'investissement public de plus de 9 millions d'euros avant son inauguration en 2011. Le parc est géré par l'entreprise Proudreed qui est notamment associée au groupe Vinci pour d'autres projets immobiliers dans la région nantaise. Le positionnement du parc est pensé pour être proche du futur aéroport de Notre-Dame des Landes. À ce jour, aucune entreprise ne s'y est installée. Il s'agit d'un projet important pour la stratégie de territoire de la commune.
La centrale thermique de Cordemais fonctionnant encore au charbon, mais plus au fioul depuis 2018, est un élément incontournable de l’activité industrielle de Cordemais. L'élevage de bovins constitue la principale activité agricole de la commune.

## Vie locale

### Culture
Cordemais dispose d’une médiathèque et de plusieurs salles municipales.
La commune accueille le festival Rock'Estuaire en juin 2015 à l'hippodrome.
En 2019, TERRE D'ESTUAIRE, lieu de visite immersif et interactif consacré à la découverte de l'estuaire de la Loire, ouvre ses portes sur le port de Cordemais.

### Santé
La commune dispose de trois médecins, deux chirurgiens dentiste, une sage-femme, de deux kinésithérapeutes, de deux infirmières, d'une orthophoniste et d'une pharmacie.

### Écologie et recyclage
La collecte des ordures ménagères est organisée par la Communauté de communes Cœur d'Estuaire. La commune possède une déchèterie.

### Enseignement
Cordemais est rattachée à l'académie de Nantes.

#### Écoles maternelles et élémentaires
La commune gère deux écoles (à la fois maternelle et élémentaire) :
- école publique Pierre-et-Marie-Curie ;
- école privée Sainte-Anne.

#### Collèges
La commune abrite un collège :
- collège public Paul-Gauguin (ex - La Portrais).

### Sports
La commune dispose d’un hippodrome, ainsi d'un complexe sportif comprenant notamment une salle omnisport, 2 terrains de football dont l'un est en cours de transformation en terrain de football synthétique, 3 courts de tennis (2 couverts et 1 extérieur), 1 pas de tir à l'arc, un centre aquatique « Aquamaris » et une maison des sports.

### Cultes
Cordemais fait partie de la paroisse catholique Saint Luc de Bretagne qui comporte d'autres communautés : Saint-Étienne-de-Montluc, Le Temple-de-Bretagne, Vigneux-de-Bretagne et La Pâquelais (commune de Vigneux-de-Bretagne).

## Patrimoine et culture locale

### Lieux et monuments

#### Patrimoine religieux
- L'église Saint-Jean-Baptiste, XIXe siècle  dont la cloche est un objet classé daté de la fin du XVIe siècle qui présente un sarcophage utilisé comme bénitier extérieur. Elle renferme de nombreux objets remarquables dont une croix de procession en argent et émail datée du XVe siècle[48].
- La croix de Saint-Samson, XIe siècle, vestige du prieuré de Saint-Samson.

#### Patrimoine civil
- TERRE D'ESTUAIRE, sur le port de Cordemais : un site de visite unique pour se divertir et découvrir l'environnement et l'histoire singulière de l'estuaire de la Loire.
- La Centrale thermique de Cordemais fonctionnant au charbon et au fioul. Elle domine la Loire du haut des 220 m de sa plus haute cheminée.
- Villa cheminée : œuvre de l'artiste japonais Tatzu Nishi  créée en 2009 dans le cadre de la biennale d'art contemporain Estuaire.
- La gare SNCF de Cordemais

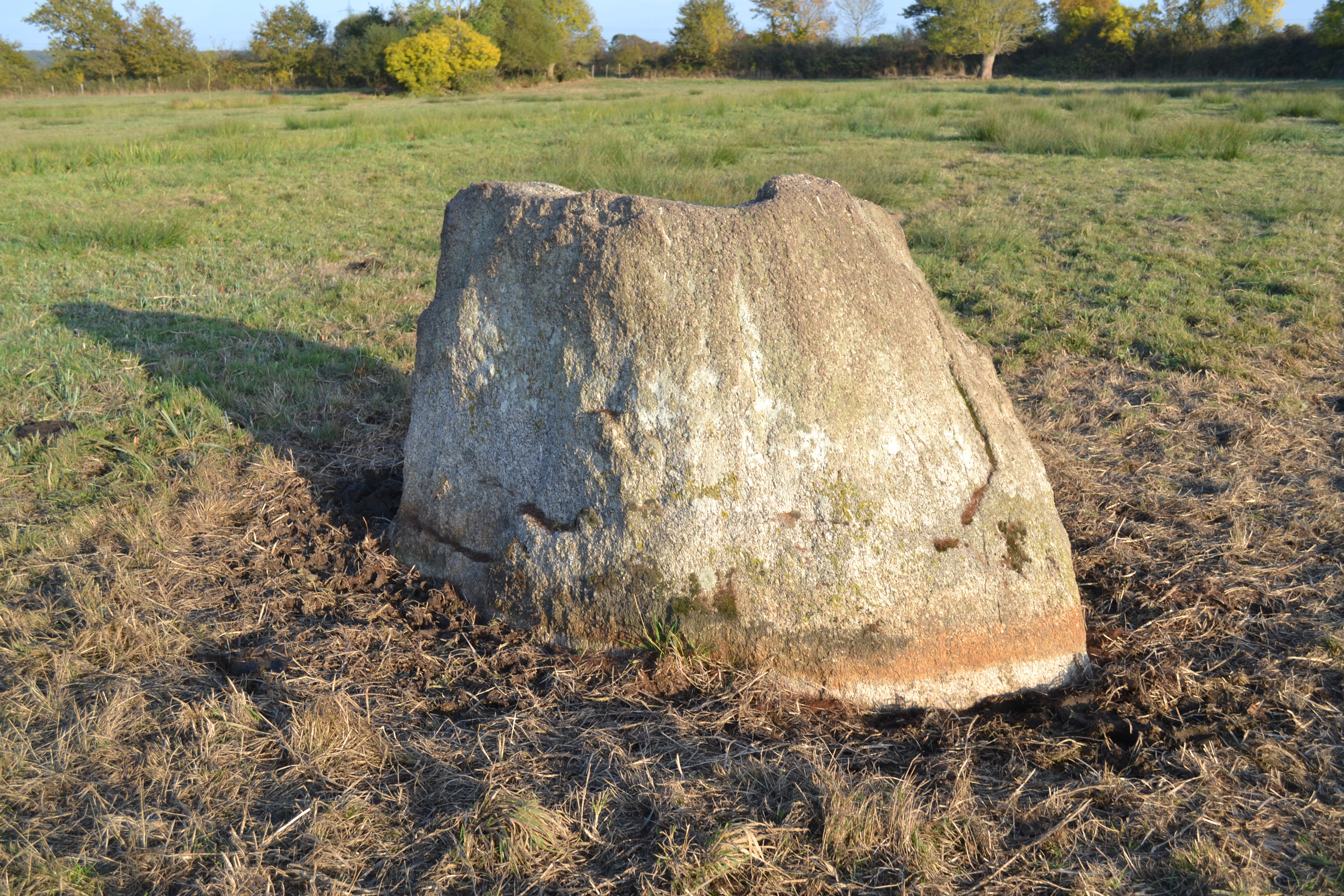
Menhir du Marais de la Roche
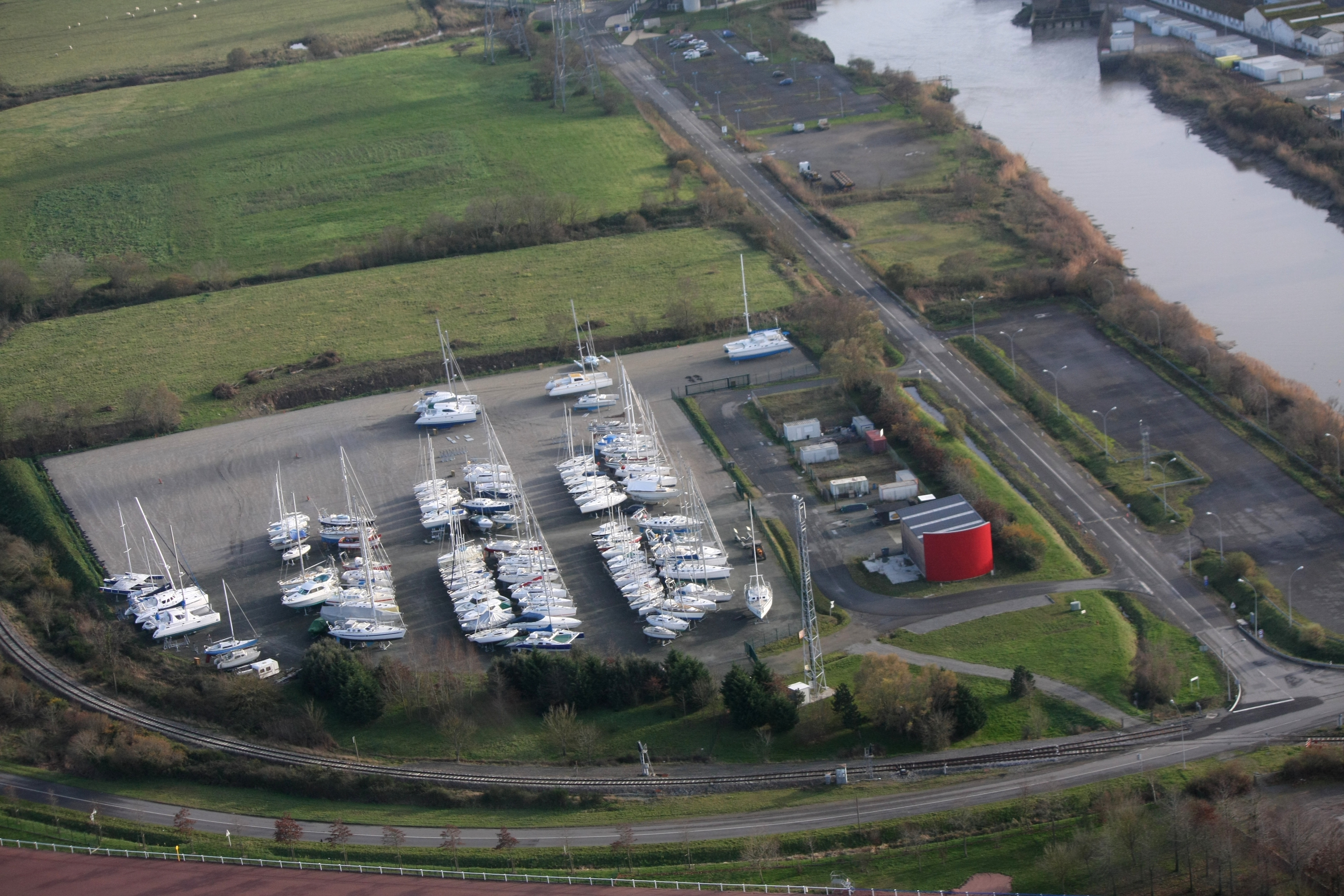
Port à sec de Cordemais
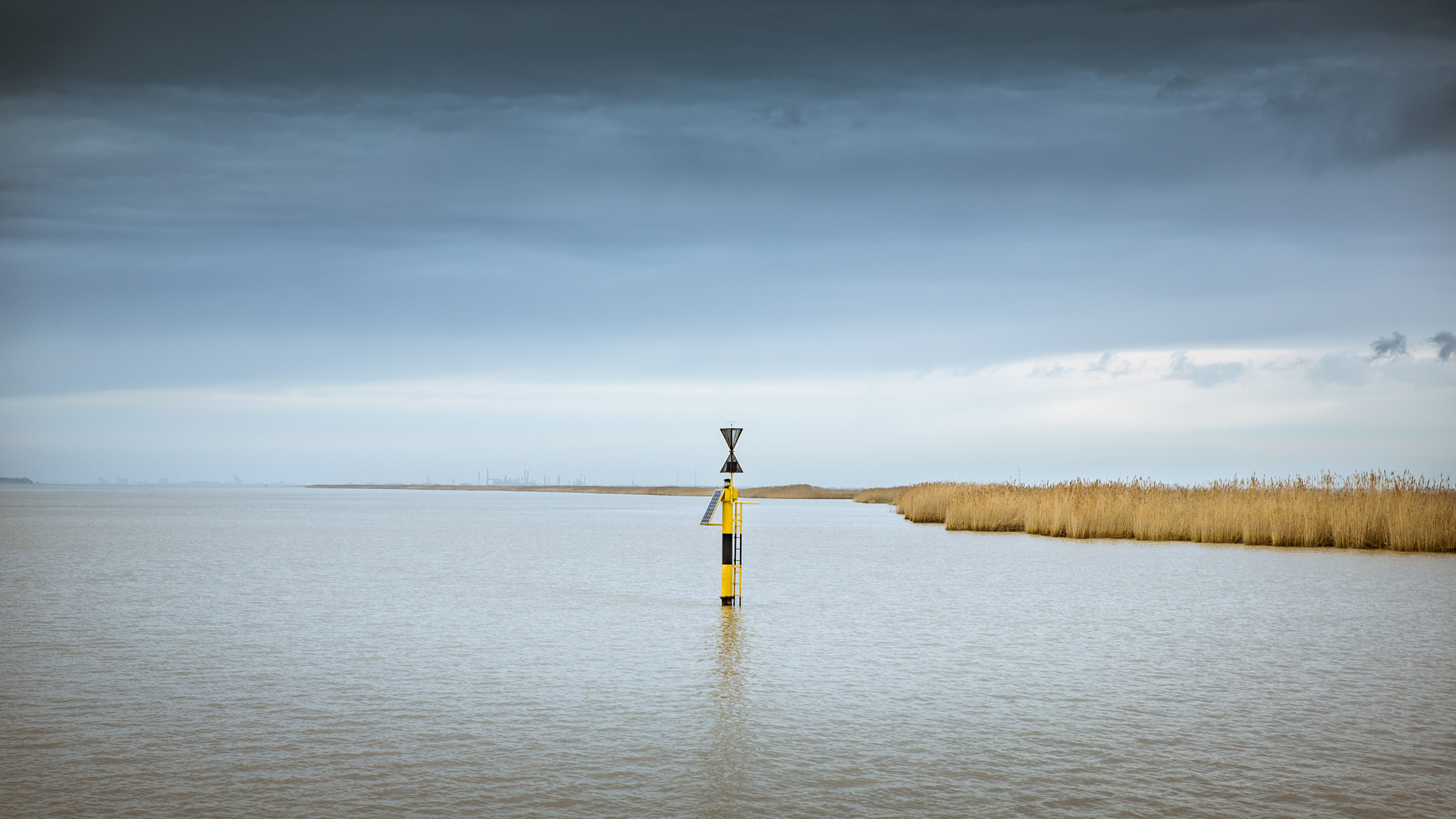
La Loire à Cordemais

## Héraldique
| Blason | Blasonnement : De sinople à l'éclair d'or mouvant du chef et soutenu d'une mer d'azur ; au chef d'hermine. Commentaires : L'éclair d'or évoque la centrale thermique de Cordemais ; le sinople fait référence aux prairies ; la mer d'azur rappelle la Loire ; le chef d'hermine évoque le blasonnement d'hermine plain de la Bretagne, rappelant l'appartenance passée de la ville au duché de Bretagne. Blason conçu par l'héraldiste Michel Pressensé. |

## Personnalités liées à la commune
- Jules Paressant, (1917-2001), peintre et sculpteur français[50],
- Serge Doceul, peintre
- Yvon Labarre, peintre.
- Hélène Martin, (1928-2021), chanteuse également auteure-compositrice-interprète française y est morte[51].
- Monique Créteur (1931-2023), femme de théâtre et de marionnettes y est morte.